# Communication
La communication est l'ensemble des interactions avec un tiers humain, animal ou végétal qui véhiculent une ou plusieurs informations.

## Communication humaine
La communication humaine ou plus simplement communication est l'ensemble des interactions avec un tiers humain qui véhiculent une ou plusieurs informations. On distingue chez l'être humain, la communication interpersonnelle, la communication de groupe et la communication de masse, c'est-à-dire de l'ensemble des moyens et techniques permettant la diffusion du message d'une organisation sociale auprès d'une large audience.
Plusieurs disciplines emploient la notion de communication sans s'accorder sur une définition commune. Comme le constate le philosophe français Daniel Bougnoux en 2001 : « Nulle part ni pour personne n'existe la communication. Ce terme recouvre trop de pratiques, nécessairement disparates, indéfiniment ouvertes et non dénombrables. » Si tout le monde s'accorde pour la définir au moins comme un processus psychologique et social, les points de vue divergent lorsqu'il s'agit de la qualifier.
Les « sciences de l'information et de la communication » proposent une approche de la communication basée sur la théorie de l'information, éventuellement complétée par les apports des sciences cognitives. La psychologie sociale s'intéresse essentiellement à la communication interpersonnelle.
Un « métier de la communication » est une activité professionnelle destinée à convaincre ou persuader à travers les médias, le nom moderne de la rhétorique.

## Communication animale
La communication animale regroupe l'ensemble des échanges d'informations entre des individus d'une même espèce (communication intraspécifique) ou d'espèces différentes (communication extraspécifique) chez les animaux.

## Communication chez les plantes
En botanique, la communication chez les plantes, appelée aussi communication des plantes ou communication végétale n'est pas un acte réfléchi comme la communication humaine mais implique chez la plante émettrice une émission plastique et conditionnelle du signal (composé sémiochimique, signal électrique, sonore, hydraulique ou lumineux) en fonction de stimuli environnementaux, associée à une réponse rapide de l'organisme récepteur (micro-organismes, champignons, animaux, plante de la même espèce ou d'une autre espèce).

## Communication interspécifique
Une communication interspécifique ou communication inter-espèces est une communication entre des êtres vivants appartenant à deux espèces différentes.